# Lepidotrigla vanessa
Lepidotrigla vanessa är en fiskart som först beskrevs av Richardson, 1839.  Lepidotrigla vanessa ingår i släktet Lepidotrigla och familjen knotfiskar. Inga underarter finns listade i Catalogue of Life.